# Горбач, Алексей Теодорович
Алексе́й Теодо́рович Горба́ч (укр. Олекса Теодорович Горбач; 5 февраля 1918, Романов, сейчас Львовский район Львовской области — 23 мая 1997, н. Райхельсгайм-Берфурт, Германия) — украинский  филолог (славист, украинист), педагог, издатель. Профессор университета во Франкфурте-на-Майне, Украинского свободного университета в Мюнхене, Украинского Католического университета в Риме, действительный член НОШ (с 1962 года). В 1975 году награждён польским орденом Рыцарского креста 1 степени.

## Биография
Родился 5 февраля 1918 года в селе Романов Бобрского уезда (теперь село Романов Львовского района Львовской области). С 1924 до 1928 года учился в народной школе Романова; в 1928—1936 годах — в филиале Академической гимназии в Львове, в 1936—1940 годах — на гуманистическом (впоследствии филологическом) факультете Львовского университета.
- В марте—сентябре 1939 года как активист Украинского студенческого движения был заключен в львовских Бригидках.
- в июле-октябре 1940 года был лаборантом кафедры украинского языка Львовского университета;
- в октябре 1940 — сентябре 1941 года служил в Красной Армии;
- в ноябре-декабре 1941 года находился в немецком плену в городе Чугуеве и м. Харькове
- в конце декабря 1941 года перешёл линию фронта и вернулся в родное село
- в 1942—1943 годах работал на должности секретаря в кабинете языкознания и одновременно преподавателя украинского языка в Малой духовной семинарии
- в июне 1943 года выехал из Украины вместе с дивизией «Галичина» и находился в Чехословакии, Словении, Германии.
- в мае 1945-январе 1947 находился в американских лагерях для перемещенных лиц (в Баварии и Гессии)
- в 1947—1948 годах продолжил студии в украинском Свободном университете (УВУ) в Мюнхене, Германия;
- в апреле 1948 года защитил докторскую диссертацию на тему «Ударение Зизаниевого „Лексиса“ с 1596 г.»
- в 1948 году вступил в брак с Анной-Галей Луцяк
- в 1948—1949 годах работал в украинской лагерной гимназии в Мюнхене-Ляйме и в секретариате философского факультета УВУ;
- в июне 1949 — марте 1951 года работал на должности научного секретаря Главной Управы Научного Общества имени Тараса Шевченко (НТШ)
- в феврале 1951 года защитил габилитационную диссертацию «Арго в Украине» в УВУ, начал работать доцентом в этом же университете. В 1965 году стал профессором. В 1952—1956 годах преподавал польский и украинский языки в Гёттингенском университете (как внештатный лектор)
- в 1956—1958 годах преподавал польский и украинский языки в университете в Марбурге (как штатный лектор)
- в 1958—1965 годах работал в должности штатного лектора польского языка и других славистических дисциплин в университете во Франкфурте-на-Майне, Германия.
- в 1962 году избран действительным членом Европейского отдела научного общества имени Тараса Шевченко
- в 1963 году получил должность Чрезвычайного профессора славянской филологии Украинского Католического Университета в Риме, Италия.
- в 1965 году стал Чрезвычайным профессором славянской филологии университета во Франкфурте-на-Майне и в украинском Свободном университете в Мюнхене, Германия
- в 1965—1979 годах заведовал кафедрой славистики и одновременно был соруководителем Славянского семинара во Франкфуртском университете
- в 1972—1974 годах получил должность декана отделения восточных и внеевропейских языков и культур университета во Франкфурте-на-Майне
- в 1977 году переехал на постоянное жительство в Берфурт (Райхельсхайм)
- в 1980 году вышел на пенсию с преподавательской работы
- в 1980—1997 годах был профессором-эмеритом Франкфуртского университета
- в 1983 году прошло празднование 65-летнего юбилея, в честь которого издан четырёхтомный юбилейный сборник
- в 1993 году впервые приехал в Украину после 50-летнего отсутствия для участия во II Международном конгрессе украинистов

Умер 23 мая 1997 года. Похоронен на городском кладбище города Берфурта.

## Произведения
- для энциклопедии украиноведения написал около 100 статей
- В сентябре 1939: воспоминания. «Вести», 1954, № 9-10;
- Филиал Академической гимназии во Львове в 1930-х гг. «Гомон Украины», 1956, 2 июн.;
- «Чего не сказали Киевские кагэбисты из „Советской Украины“?» «Украинский самостийник», 1973, № 4;
- «В немецком плену в Чугуеве и Харькове в 1941 году». «Вести Комбатанта» (Торонто-Нью-Йорк), 1991, № 1-3;
- Сборник статей, т. 1-8. Мюнхен, 1991-97;
- «Путь с востока на Запад: воспоминания». Львов, 1998;
- «Жизнь — не просто существование»: переписка Олексы Горбача (1946—1996). Львов, 2003.

## Награды
- Железный крест 2-го класса (1945) — за заслуги в боях в Австрии; как унтерштурмфюрера войск СС и командир 9-й батареи артиллерийского полка дивизии «Галичина»[1]
- польский орден Рыцарского креста 1-й степени за заслуги в развитии польско-немецких взаимоотношений (1975);
- на 2-м конгрессе Международной ассоциации украинистов во Львове получил медаль имени М. Грушевского (1993).